# Додобаев, Атоджон
Атоджон Додобаев (20 июня 1920 года, кишлак Ява, Гиссарское бекство, Бухарский эмират — 2000 год, район Джалолиддин Балхи, Хатлонская область, Таджикистан) — советский хозяйственный, государственный и политический деятель, колхоза имени Ленина Ворошиловабадского района Сталинабадской области, Таджикская ССР. Герой Социалистического Труда (1948).

## Биография
Родился в 1920 году в крестьянской семье в кишлаке Ява Гиссарского бекства. Позднее вместе с семьёй переехал в Вахшский район (с 1934 года — Кагановичабадский район, с 1936 года — Ворошиловабадский район).
С 1934 года трудился в сельскохозяйственной артели, которая была позднее преобразована в колхоз имени Ленина Кагановичабадского района. Работал рядовым колхозником, счетоводом.
В 1940 году вступил в ВКП(б). С 1940 года — заведующий районным отделом сельского хозяйства Ворошиловабадского района, с 1943 года — председатель колхоза имени Ленина Ворошиловабадского района. В 1944 году за выдающиеся трудовые показатели в колхозе был награждён орденом Трудового Красного Знамени.
Будучи председателем колхоза имени Ленина Ворошиловабадского района, вывел его в число передовых сельскохозяйственных предприятий Сталинабадской области. В 1947 году колхоз сдал государству в среднем с каждого гектара по 62,2 центнера египетского хлопка на участке площадью 13 гектаров.
Указом Президиума Верховного Совета СССР от 1 марта 1948 года удостоен звания Героя Социалистического Труда «получение высокого урожая хлопка при выполнении колхозом обязательных поставок и натуроплаты за работу МТС в 1947 году и обеспеченности семенами зерновых культур для весеннего сева 1948 года» с вручением ордена Ленина и золотой медали «Серп и Молот».
Этим же указом звания Героя Социалистического Труда были удостоены труженики колхоза имени Ленина звеньевые Темирбек Газибеков, Акиложон Фазилова и Гульсиной Юнусова.
С 1950 года — директор Ворошиловабадской МТС Молотовобадского района, директор МТС имени Ворошилова Молотовабадского района.
В 1958 году избран председателем колхоза имени Горького Колхозабадского района, которым руководил на протяжении последующих 16 лет. По итогам Восьмой пятилетки (1966—1970) был награждён орденом «Знак Почёта».
Неоднократно участвовал в работе ВДНХ.
В 1980 году вышел на пенсию. Персональный пенсионер союзного значения. Проживал в районе Джолалиддин Балхи, где скончался в 2000 году.
Награды
- Герой Социалистического Труда
- Орден Ленина
- Орден Трудового Красного Знамени — дважды (03.01.1944; ?)
- Орден «Знак Почёта» — дважды (23.10.1954; 08.04.1971)
- Медаль «За трудовое отличие» (05.07.1950)
- 3 медали ВДНХ